# セント・マーティンズ・プレス
セント・マーティンズ・プレス（St. Martin's Press）は、ニューヨークのマンハッタンに位置する、エクイタブルビルに本社を置く出版社。